# Carl Erik August Landegren
Carl Erik August Landegren, född 7 mars 1819 i Västerås församling, Västmanlands län, död 2 november 1892 i Norrköpings Matteus församling, Östergötlands län, var en svensk häradshövding.

## Biografi
Landegren föddes 1819 i Västerås församling. Han avlade examen till rättegångsverken vid Lunds universitet 1839. Landegren blev vice häradshövding 1845, notarie i Skånska hovrätten 1857 och häradshövding i Björkekinds, Östkinds, Lösings, Bråbo och Memmings domsaga 1859. Han var 1863–1867 landstingsman i Östergötlands län. Landegren avled 1892 i Norrköpings Matteus församling.

### Familj
Carl Erik August Landegren var son till häradshövdingen August Landegren och Catharina Sophia Hellberg samt bror till Victor Landegren. Han gifte sig i Nosaby med Maria Sofia Brolin, dotter till rustmästaren Daniel Brolin. Hon överlevde sin man.